# Democratuur
Democratuur (een porte-manteau van democratie en dictatuur) is een schijndemocratie, een dictatuur in een democratisch jasje.
In het Frans bestaat ook een synoniem voor het woord: dictocratie. Ook in het Engels komt men wel het woord dictocracy tegen.

## Gebruik van de term
De term wordt gebruikt als protest tegen het – al dan niet vermeende – gebrek aan democratisch besef in een land waar bijvoorbeeld:
- alle partijen min of meer dezelfde standpunten innemen,
- de regering volledig afhankelijk is van één partij, die daardoor eenzijdig alle eigen standpunten kan doordrukken, of
- het parlement alleen maar een applausmachine is voor een autoritaire heerser.

De term wordt zowel door links als door rechts gebruikt. ‘Rechts’ benadrukt doorgaans de manier waarop de gevestigde belangen de zaken onderling regelen, ‘links’ de machteloosheid van het individu tegenover de almachtige overheid. Zo zei Filip Dewinter van het Vlaams Belang in 2009 in een interview met HP/De Tijd, sprekend over het cordon sanitaire tegen zijn partij:

Het cordon geeft precies weer waar België in verzeild is geraakt. Het is een democratuur. Diversiteit is het hoogste doel en de islam dient omarmd te worden. De multicultuur is de nieuwe godsdienst. Daar mag niet van afgeweken worden; wie buiten de lijnen kleurt, doet niet meer mee. Ongeacht of je de verkiezingen wint of niet. België is een politiek correcte schijndemocratie, absurdistan.

En hier is een visie van de Nederlandse Socialistische Partij:

De ochtend van dag twee was voor Alexander van Steenderen en ging over de geschiedenis en de toekomst van Europa. Het ontstaan van de Unie, de verdragen en de macht van de neo-liberalen, met vanaf 1980 Margret Thatcher in het Verenigd Koninkrijk en in de Verenigde Staten Ronald Reagan aan het roer. Hoe wij Unie-burgers geworden zijn en, zei een van de deelnemers, Europa een "democratuur". Het verdrag van Maastricht (1992) is een belangrijk verdrag geweest om de Unie te ondersteunen. Gaandeweg naar het verdrag van Lissabon begint de Unie meer en meer te lijken op een Staat.

Als tegenovergestelde van de democratuur wordt in Spaanstalige landen weleens de term dictablanda gebruikt. Van een dictablanda zou sprake zijn als een regering op ondemocratische wijze tot stand is gekomen en op autoritaire wijze reageert, maar zij wel het land competent weet te regeren en de belangen van de bevolking goed weet te behartigen. Dit verschijnsel staat dicht bij wat elders verlicht despotisme wordt genoemd. De term dictablanda is een woordspeling op het woord dictadura. Dura betekent in het Spaans ook 'hard', dus waar een dictadura een 'dictahard' is, is een dictablanda een 'dictalicht'.

## Oorsprong van de term
Wie het woord voor het eerst gebruikt heeft, is onduidelijk. De term wordt onder andere toegeschreven aan:
- de Franse filosoof Jean-François Revel;[3]
- de Uruguyaanse schrijver Eduardo Galeano;[4]
- de Ivoriaanse reggaezanger Alpha Blondy.[5]

Zeker is dat de term oude papieren heeft. De Duitse cabaretier Dieter Hildebrandt gebruikte de term al in de jaren zestig van de 20e eeuw om de politiek van de regering-Adenauer te typeren.
Naast Audenauer zijn tal van machthebbers in de loop der jaren in verband gebracht met het begrip democratuur. Onder hen zijn Hugo Chávez, Vladimir Poetin, Desi Bouterse, – en Jan Peter Balkenende. De liberale econoom en politicus Ralf Dahrendorf noemde de Amerikaanse staatsvorm een democratuur: eens in de vier jaar mogen de Amerikanen een president kiezen, die in Dahrendorfs optiek vervolgens vier jaar lang als absoluut monarch regeert.
Uit deze voorbeelden blijkt wel dat de term ‘democratuur’ vaak gebruikt wordt als etiket om op een onwelgevallige staatsman of staatsvorm te plakken.